# Ortignano Raggiolo
Ortignano Raggiolo – miejscowość i gmina we Włoszech, w regionie Toskania, w prowincji Arezzo.
Według danych na styczeń 2009 gminę zamieszkiwało 861 osób przy gęstości zaludnienia 23,6 os./1 km².